# Regió pseudoautosòmica

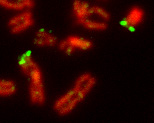
Detall d'una extensió metafàsica humana. Mitjançant hibridació in situ per fluorescència (verda) es detecta una regió de la regió pseudoautosòmica dels braços curts del cromosoma X (esquerra) i del cromosoma Y (a la part superior dreta). Cromosomes de color vermell.

Les regions pseudoautosomàtiques, PAR1, PAR2, són seqüències homòlogues de nucleòtids en els cromosomes X i Y.
Les regions pseudoautosòmiques reben aquest nom perquè qualsevol gen dins d'ells (fins al moment se n'han trobat almenys 29) s'hereten igual que els gens autosòmics. La regió PAR1 comprèn 2,6 Mbp dels extrems dels braços curts dels cromosomes X i Y en humans i grans simis (X i Y són 155 Mbp i 59 Mbp en total, respectivament). La regió PAR2 es troba als extrems dels braços llargs, que abasta 320 kbp.

## Herència i funció
Els mamífers mascles normals tenen dos exemplars d'aquests gens: un a la regió pseudoautosòmica del seu cromosoma Y i l'altre a la part corresponent del seu cromosoma X. Les femelles normals també posseeixen dues còpies de gens pseudoautosòmics, ja que cadascun dels seus dos cromosomes X conté una regió pseudoautosòmica. El creuament entre els cromosomes X i Y està normalment restringit a les regions pseudoautosòmiques; per tant, els gens pseudoautosòmics mostren un patró d'herència autosòmic, més que lligat al sexe. Així, les femelles poden heretar un al·lel present originalment al cromosoma Y del seu pare.
La funció d'aquestes regions pseudoautosòmiques és que permeten que els cromosomes X i Y s'aparellin i se separin correctament durant la meiosi en els homes.